# Carlo Raggio
Carlo Giuseppe Francesco Raggio, Conte, titolo concesso il 16 ottobre 1892 (Genova, 29 gennaio 1876 – Genova, 26 settembre 1926), è stato un imprenditore e politico italiano.

## Biografia
Erede di una dinastia industriale iniziata dal nonno Carlo (morto nel 1872), proseguita dal padre Edilio e dallo zio Armando, nei primi anni del novecento prende le redini di un cospicuo patrimonio finanziario ed imprenditoriale attivo nella navigazione marittima, nella siderurgia (Raggio Ratto & Tassara), nei tessili (Cotonificio Ligure Napoletano) e nel carbone (Carbonifera Industriale Italiana), con grandi partecipazioni azionarie nel mondo bancario (Banca Commerciale Italiana e Banca Italiana di Sconto), e in imprese del calibro della Alti Forni e Fonderia di Piombino, delle Acciaierie di Savona e dei cantieri navali Odero. Imprenditore dinamico e ambizioso reinveste con profitto la grossa eredità paterna (circa 200 milioni di lire) nella Società imprese agricole in Boreano, ampliamento delle attività di famiglia nel settore allora in crescita dell'agricoltura.